# Ingenieurholzbau

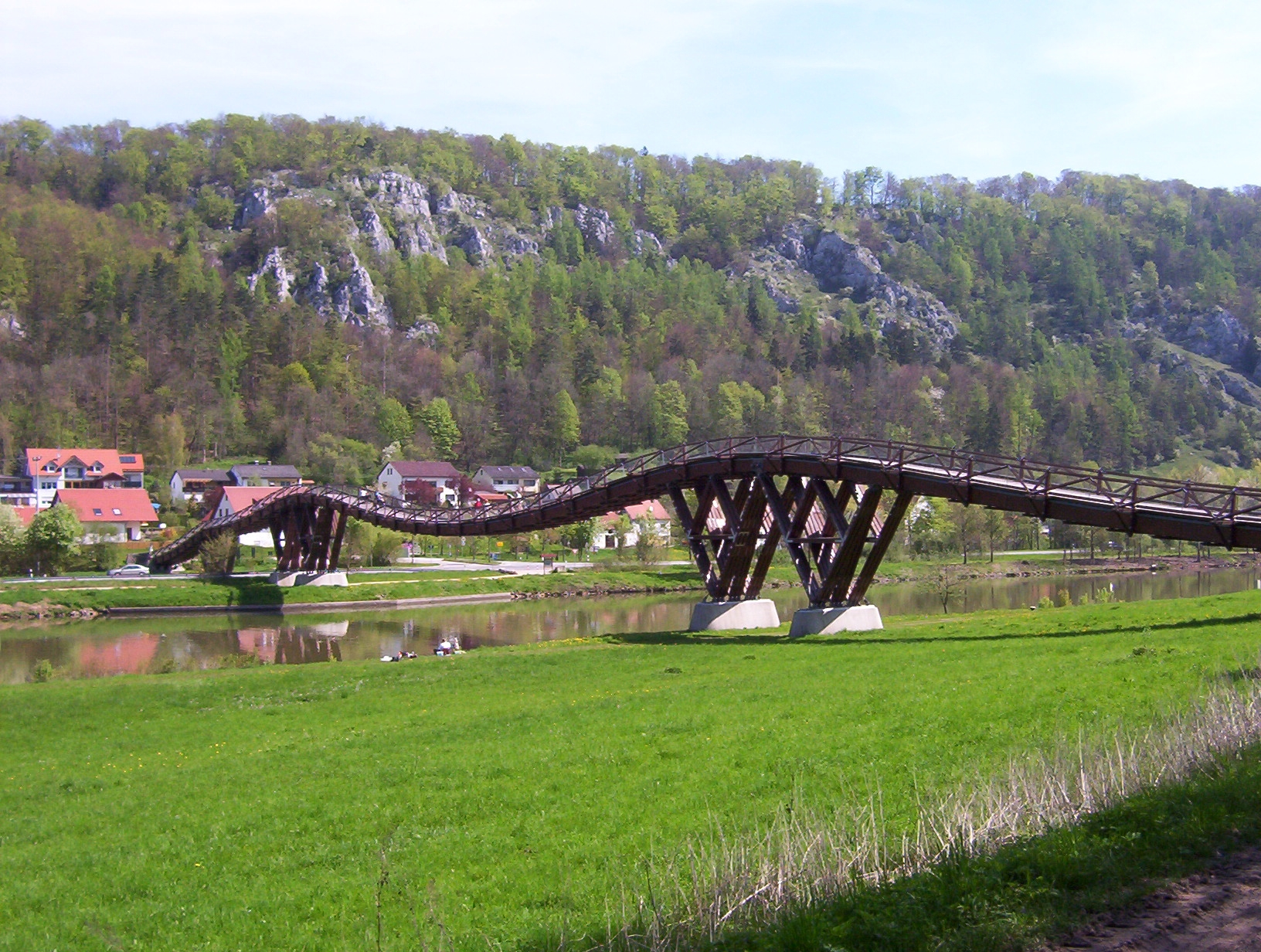
Holzbrücke bei Essing

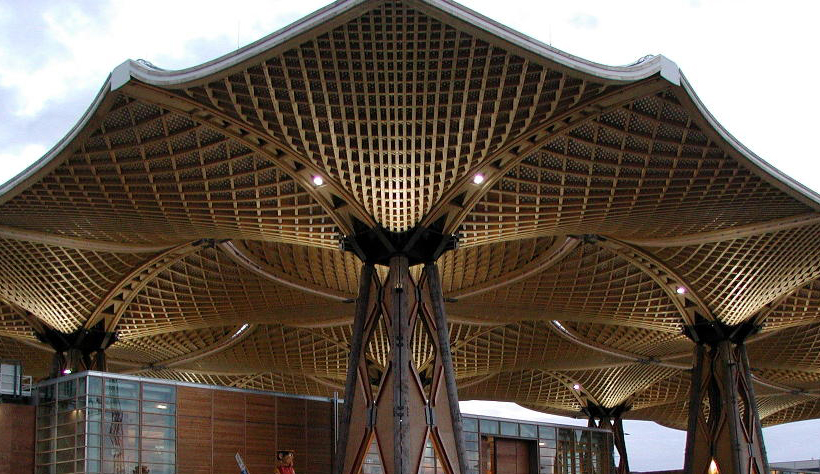
Zur Expo 2000 in Hannover errichtetes Holzdach

Der Ingenieurholzbau, seltener auch Holzingenieurbau, basiert auf Kenntnissen und Arbeitsweisen der modernen Holztechnik und des Ingenieurwesens und grenzt sich im Holzbau vom handwerklich orientierten Zimmereiwesen ab. Insbesondere durch den Einsatz von Verbundmaterialien (Brettschichtholz, Holzwerkstoffe), Materialkombinationen (Nagelplattenbinder, Holzbetonverbund etc.) und computergestützter Verfahren der Baustatik sind großdimensionierte Holzkonstruktionen (Hallen, Brücken, Türme) mit dem Baustoff Holz möglich. Inhaber eines Lehrstuhls für Ingenieurholzbau und Baukonstruktionen in Karlsruhe war ab 1962 Karl Möhler (* 1912).

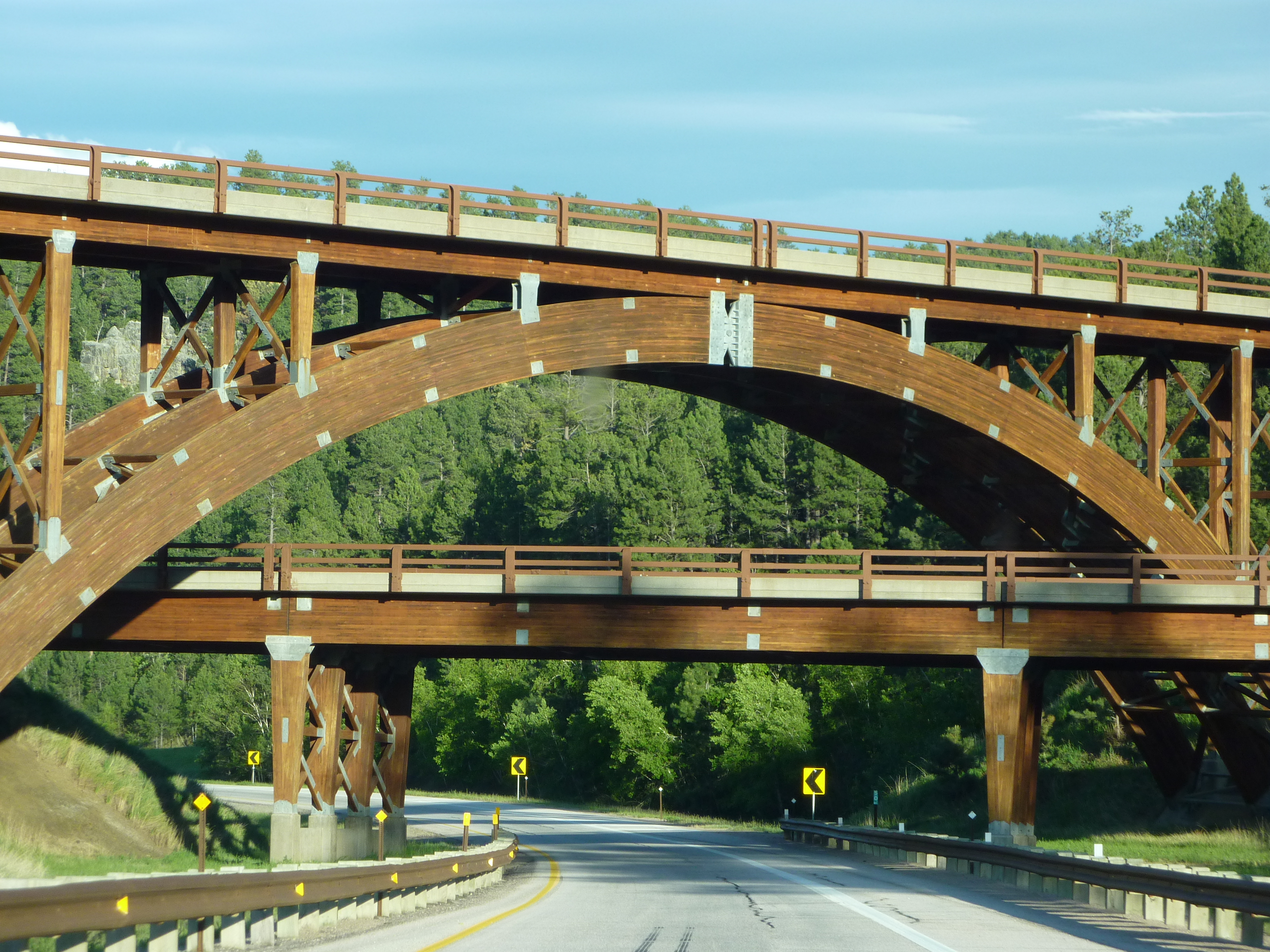
Die Keystone-Wye-Brücken aus Brettschichtholz-Bindern

Grundlage für den Ingenieurholzbau in Europa ist der Eurocode 5, bestehend aus der EN 1995-1-1, der EN 1995-1-2 und der EN 1995-2. Hierin sind alle wesentlichen Berechnungsvorschriften sowie Festigkeitswerte der verwendeten Holz- und Holzwerkstoffe enthalten. Von Juli 1933 bis Juli 2012 war in Deutschland die DIN 1052 das zentrale Regelwerk für den Ingenieurholzbau.
Ein Anwendungsfeld des Ingenieurholzbaus stellen individuell entworfene Pavillons, wie beispielsweise das sogenannte EXPO-Dach auf dem Messegelände in Hannover, dar. Auch Brücken, wie die Holzbrücke bei Essing, sind ein Anwendungsfeld.